# داهوا
داهوا التكنولوجيا  (بالإنجليزية: Dahua Technologies Co. ، Ltd.)‏هي الرائدة في مجال منتجات المراقبة بالفيديو  والخدمات في العالم حيث تتربع على ثاني أكبر حصة من السوق، في أواخر 2015 حسب" IMS report".
الشركة مهيمنة في سوق المشاركين من حيث السعر/الأداء حيث تقوم بتقديم أعلى معايير الصناعة في المراقبة بالفيديو وهي من الحائزين على جائزة الكاميرات برامج إدارة الفيديو.
داهوا المنتجات على أساس منصة مفتوحة يعزز مرونة نظام التكامل، في حين تقدم محكم الفيديو أمن البيانات. بالإضافة إلى جوهرها المراقبة بالفيديو خط الإنتاج— شبكة كاميرات, NVR, HDCVI كاميرات HDCVI HCVRs—داهوا كما يقدم مجموعة كاملة من حلول من اتصالات وأجهزة إنذار إلى أجهزة استشعار الحركة والتحكم في الوصول.
الاسم الرائد في المراقبة بالفيديو في الصين منذ أكثر من 20 عاما، داهوا تكنولوجيا تحافظ على حضور عالمي  في جميع أنحاء العالم، ويضم مكاتب في 16 بلدا.

## وصلات خارجية
- الموقع الرسمي
- HDCVI موقع أكاديمية
- داهوا تايلاند
- داهوا لتمرير UL-2802 المعيار جودة الصورة المعلقة
- داهوا يفوز IP كاميرا ممتازة جائزة في سكيوتيك 2014
- داهوا HDCVI الكاميرا اسمه المرموقة 2014 حامي جائزة
- IHS 2014 يقول داهوا قفزات 2 أكبر حصة من السوق في مراقبة الفيديو
- 2014 الصين فوربس قائمة أفضل المديرين التنفيذيين
- IHS 2014 يقول داهوا قفزات 2 أكبر حصة من السوق في مراقبة الفيديو